# Cyrtopodium witeckii
Cyrtopodium witeckii là một loài thực vật có hoa trong họ Lan. Loài này được L.C.Menezes mô tả khoa học đầu tiên năm 2009.

## Hình ảnh

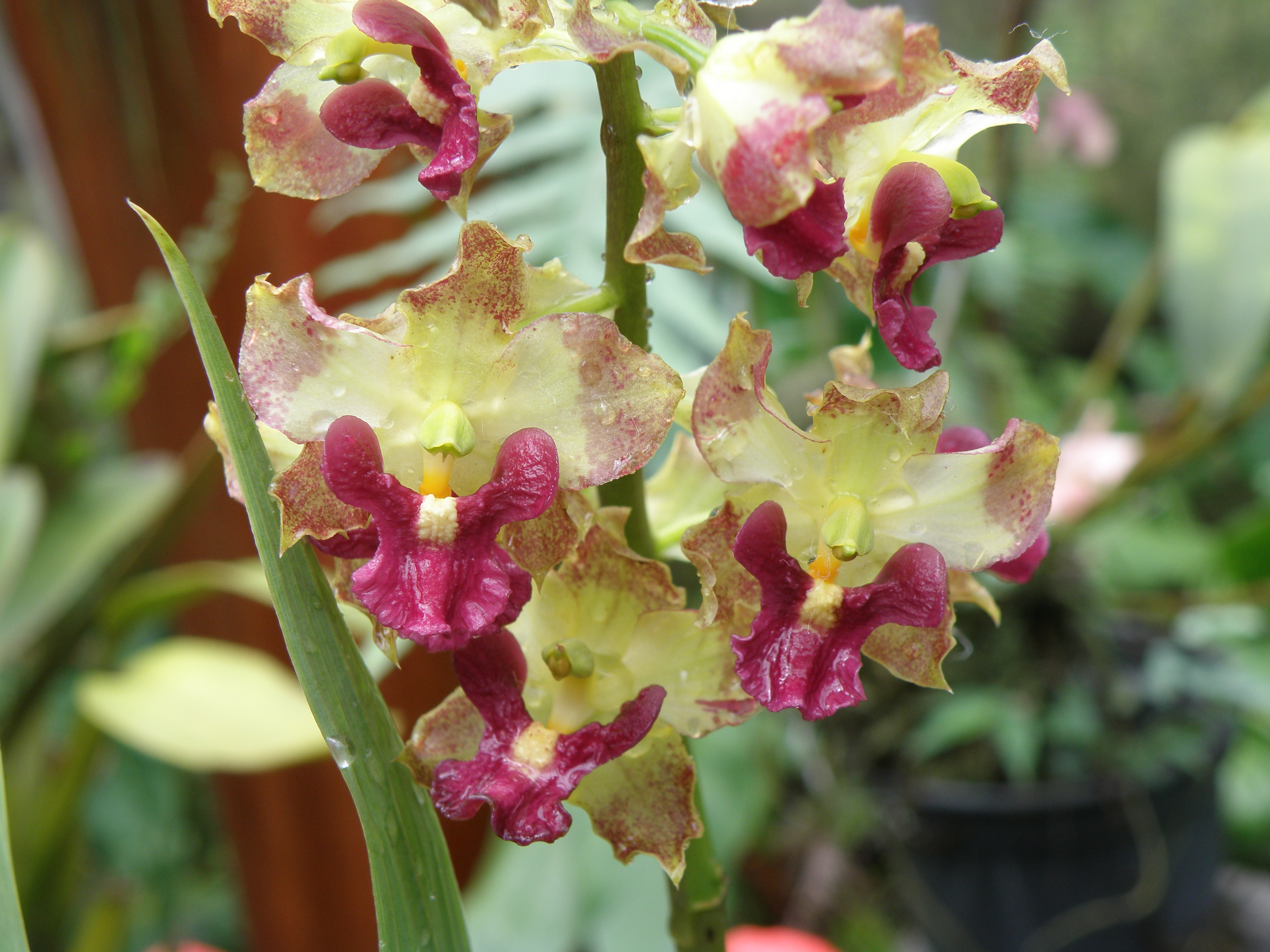
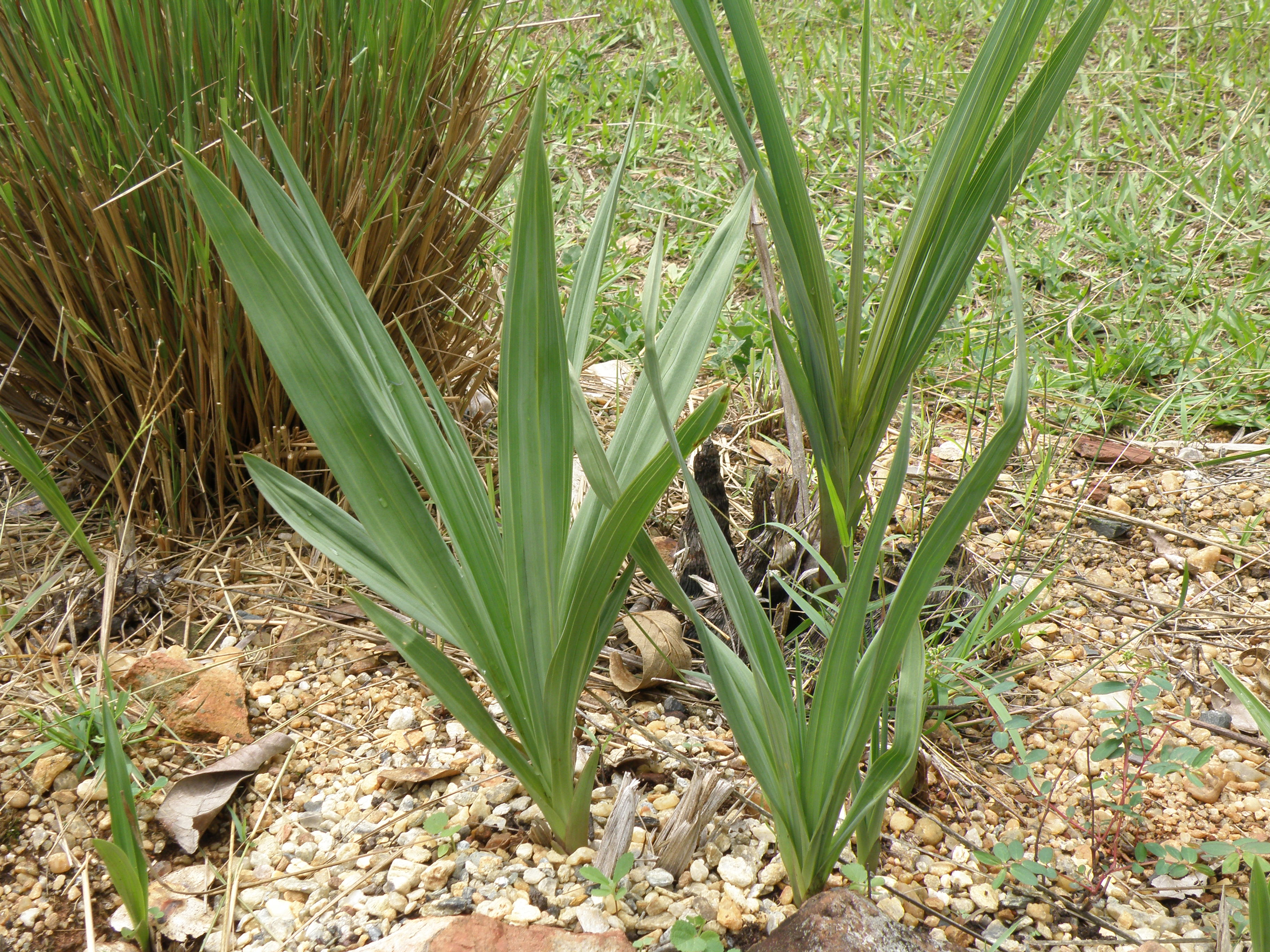
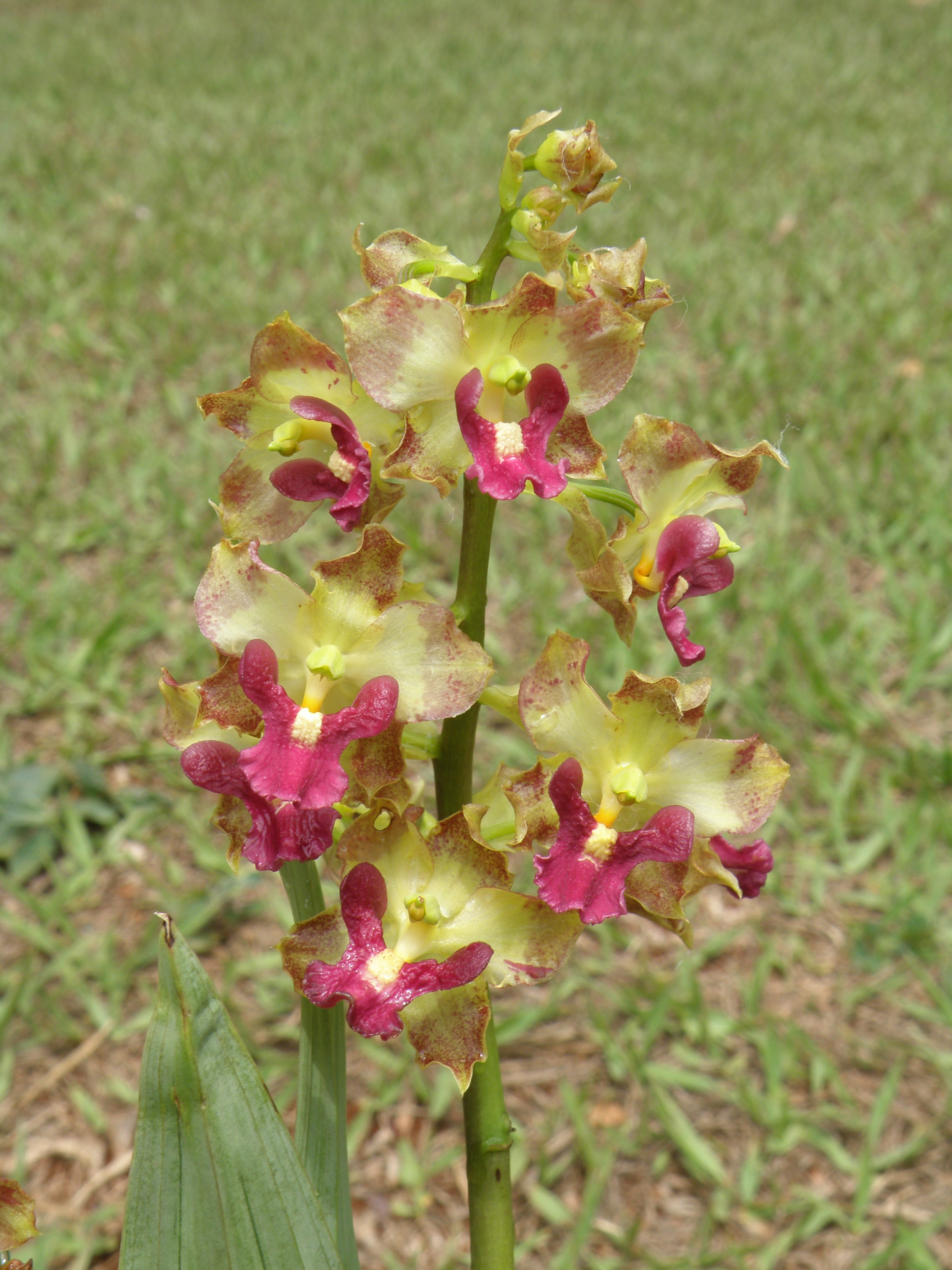